# Entreposto

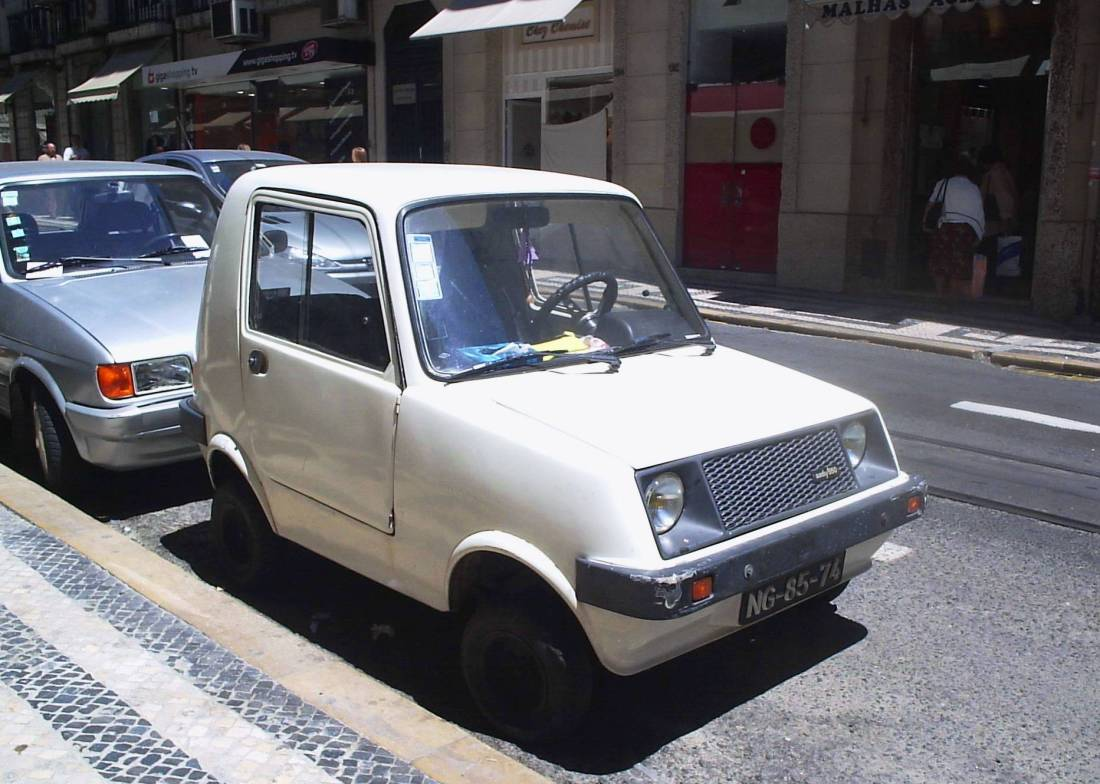
Ein Sado 550

Entreposto war ein portugiesischer Kraftfahrzeughersteller, der Fahrzeuge als Sado vermarktete.

## Geschichte
Das Unternehmen Entreposto aus Lissabon war Importeur für Nissan. 1982 begann die Produktion von Automobilen, die 1986 endete. Insgesamt entstanden etwa 500 Fahrzeuge.

## Fahrzeuge
Hergestellt wurde ein Kleinstwagen namens Sado 550. Die Entwicklung zu diesem Fahrzeug begann 1975. Für den Antrieb sorgte ein Zweizylinder-Viertaktmotor mit 547 cm³ Hubraum und 28 PS Leistung, der von Daihatsu geliefert wurde.
Ein Fahrzeug dieser Marke ist im Museu dos Transportes e Comunicações in Porto zu besichtigen.